# فرودگاه بین‌المللی مک‌آلن-میلر
فرودگاه بین‌المللی مک‌آلن-میلر (به انگلیسی: McAllen-Miller International Airport) یک فرودگاه همگانی با کد یاتا MFE است که یک باند فرود آسفالت دارد و طول باند آن ۲۱۷۰ متر است. این فرودگاه در شهر مک‌آلن کشور ایالات متحده آمریکا قرار دارد و در ارتفاع ۳۳ متری از سطح دریا واقع شده‌است.